# 術衣
術衣（じゅつい） とは、基本的には医者等が手術時に手術用ガウン（Hospital gown）の下等に着用する服である。

## 概要
基本的には手術時に着用するものである。
V襟・半袖タイプのスクラブ（Scrub）と呼ばれるタイプのものがある。

## 色
基本的に手術用ということで血液を多く見ることに配慮し赤の補色である緑やそれに近い青系や青に近い紫系が多いが主に女性向けに赤系等もある。

## 常時着用について
動きやすい上一般の衣服に比べ医療用で医療を行いやすいようにまた不潔にならないよう配慮されているため白衣を着ず常時術衣姿であったり白衣の下に着ている場合が増えている。このような姿は救急医やICU、NICUの医師、オペを主な業務としている医師(主に外科系)に多かったが現在はそれ以外の医師も術衣を着用していることも多くなっていて外来中心の医師や開業医でしかも手術は基本的に行わない医師ですら常時着ている場合がある。
救命救急センター等は術衣がユニホームという場合も多い。

## 特徴
動きやすくなっている。上述の常時着用は白衣では動きにくいため術衣にシフトした例も多い。

## 救急処置時
病院によって異なるが救急処置時は上にガウンを着る場合もある。